# Dipoena ripa
Dipoena ripa là một loài nhện trong họ Theridiidae.
Loài này thuộc chi Dipoena. Dipoena ripa được Chuandian Zhu miêu tả năm 1998.